# Amy Hunt
Pour les articles homonymes, voir Hunt.
Amy Hunt, née le 15 mai 2002 à Nottingham, est une athlète britannique spécialiste des épreuves de sprint.

## Biographie
Le 30 juin 2019 à Mannheim en Allemagne, elle établit la meilleure performance cadette de tous les temps en établissant le temps de 22 s 42. Elle remporte cette même année la médaille d'or du 200 m et du relais 4 × 100 m lors des championnats d'Europe juniors à Borås.

## Palmarès
| Date | Compétition                   | Lieu   | Résultat | Épreuve   | Temps   |
| ---- | ----------------------------- | ------ | -------- | --------- | ------- |
| 2019 | Championnats d'Europe juniors | Borås  | 1re      | 200 m     | 22 s 94 |
| 2019 | Championnats d'Europe juniors | Borås  | 1re      | 4 × 100 m | 44 s 11 |
| 2023 | Championnats d'Europe espoirs | Espoo  | 1re      | 4 × 100 m | 43 s 04 |
| 2024 | Relais mondiaux               | Nassau | 3e       | 4 × 100 m | 42 s 80 |
| 2024 | Championnats d'Europe         | Rome   | 8e       | 100 m     | 11 s 15 |
| 2024 | Championnats d'Europe         | Rome   | 1re      | 4 × 100 m | 41 s 91 |
| 2024 | Jeux olympiques               | Paris  | 2e       | 4 × 100 m | 41 s 85 |

## Records
| Épreuve | Temps           | Lieu       | Date            |
| ------- | --------------- | ---------- | --------------- |
| 60 m    | 7 s 21          | Manchester | 22 janvier 2022 |
| 100 m   | 11 s 12         | Clermont   | 20 avril 2024   |
| 200 m   | 22 s 42 (WU18B) | Mannheim   | 30 juin 2019    |